# 神田久太郎
神田 久太郎（かんだ きゅうたろう、1897年12月20日 - 1977年6月15日）は、日本の柔道家。講道館9段。
柔術を修行して肩車や双手刈といった技に長じ戦前の全日本選士権大会や明治神宮競技大会柔道競技で優勝、戦後も50歳で全日本選手権大会に出場するなど永く選手として活動した、昭和初期を代表する柔道家の1人である。警視庁柔道師範や福島県警柔道師範を務めたほか、1964年の東京五輪柔道競技での強化委員や福島県柔道連盟会長等も歴任した。

## 経歴
福島県出身で本籍地は福島市荒町。幼少時より宏道館道場の渡辺峰松の元で約3年、さらに大日本武徳会福島支部にて学んだ。
上京して日本大学中学校（現：日本大学第一中学校・高等学校）に進学するも中退し、時を前後し千葉の武徳殿で戸塚派揚心流山本欽作範士の門下となって1915年には武徳会の初段を取得。しかし山本が講道館柔道を嫌っていたために神田は講道館へ通う事は許されず、この頃には武徳殿のほか講道館2段の皆川民が営む練心館道場で専心汗を流して、終生の得意技となる肩車の礎を築いた。
成人して5年間の兵役を終え1923年5月にロシアより帰国し、山本の亡きを機に講道館へ入門。20代半ばでの遅い入門となったが、千葉から講道館へ通い詰めた神田は大日本武徳会や柔術時代に培った地力もあってすぐに頭角を現し、入門2カ月後の7月に初段、翌24年4月2段、同年12月3段、1年おいて1926年1月に4段と、入門から3年弱で4段へスピード昇段を果たしている。講道館では三船派に属し、いかにも柔術出身者らしく肩車や踵返のほか、柔術の朽木倒に改良を加えて自らが案出した双手刈等の特異な技に長じた。
3段時代の1925年10月には明治神宮大会（4段の部）に4段格として出場し優勝を果たしている。
千葉刑務所や小菅刑務所、東京市電、警視庁等で柔道師範を務め1928年6月に大日本武徳会より柔道教士号を拝受、1932年7月には講道館6段に列せられ、翌33年より旅順市に渡って関東庁の主任柔道教師を任ぜられた。
この間、生来勝負好きの神田は各種大会に精力的に出場し、1930年の第1回全日本選士権大会では専門壮年後期の部の第2区（東京ほか）代表を勝ち取り、本大会では決勝戦で福岡の須藤金作5段に敗れたものの準優勝という成績を残す。この決勝試合は明治神宮外苑特設会場で雨が降りしきる中での開催となり、須藤が得意のケンケン内股を連発すれば、神田はこれを崩して背後からの送襟絞等で応戦し、神田が得意の肩車・双手刈との連絡技による奇襲に出れば、虚をつかれ万事休したかに見えた須藤はグラつきながらも逆襲の俵返で神田の体を背後に2 mも放り投げ、それでも場外際に落ちた神田の体が半身であったため主審の山下義韶は一本を取らず、という一進一退の攻防を繰り広げた。
結果は神田の優勢負となったが、雨の中でずぶ濡れとなりながらも見守った1万人の観衆を驚嘆させたこの試合は、昭和の名勝負として永く柔道界に語り継がれている。

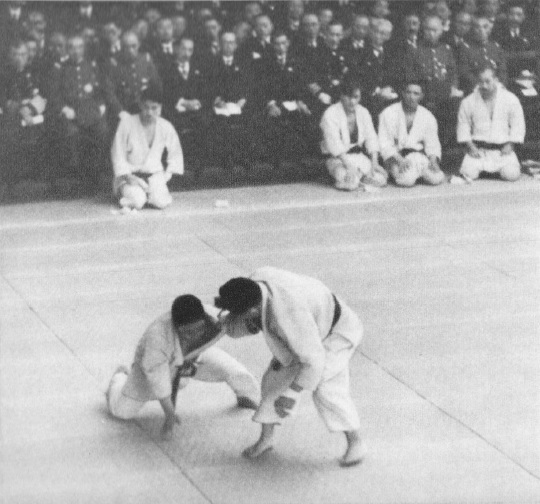
「皇太子殿下御誕生奉祝天覧試合」での
神田（右）と大谷（左）

雪辱を期す神田は翌31年の第2回大会にも専門壮年後期でエントリーするが、前年に敗れた須藤は大会へ出場しなかったため再度の決着は持ち越しに。それでも初戦で中西文三5段を肩固、準決勝戦で青木武6段を崩上四方固で降し、決勝では高橋定吉5段を肩車で担ぎ優勝を成し遂げた。
1934年5月に挙行された「皇太子殿下御誕生奉祝天覧武道大会」には指定選手16人の内の1人として出場、予選となるリーグ戦で古沢勘兵衛6段、大蝶美夫5段、皆川国次郎5段と総当戦を行い、2勝ずつ同点となった大蝶との代表決定戦では判定勝を収めて首尾よく決勝トーナメント進出を決めた。
決勝トーナメント1回戦では兵庫県警師範の山本正信5段と相対し、神田の得意とする内股から肩車への連絡技に仕留める。
決勝戦では樺太庁柔道教師の大谷晃と相対し、“立って大谷、寝て神田”の前評判で試合が開始された。得意の肩車を連発して更に巴投から寝技へ誘う神田だったが大谷はこれを上手く捌き、何度目かの組み際に大谷が右背負投に出ればこれが綺麗に決まって一本となり勝敗を決した。
当時29歳で全盛の大谷に対して神田は9歳違いで指定選士最年長となる38歳、準優勝に終わったものの年齢差を考えれば神田の善戦であったと言える。
また同年9月23日に明治神宮外苑の特設会場で行われた内地外地対抗大会（両軍30名ずつの抜き試合）に神田は外地軍大将として出場し、試合は終始内地方の優勢で進み相手側の9人残しで神田に出番が回ってきた。神田は名手・田中末吉5段を巴投で宙に舞わせたものの、続く飯山栄作5段の内股に敗れ、内地軍に大将佐藤金之助6段以下8名残しの大勝を譲っている。
| 段位 | 年月日         | 年齢 |
| ---- | -------------- | ---- |
| 入門 | 1923年5月27日  | 25歳 |
| 初段 | 1923年7月16日  | 25歳 |
| 2段  | 1924年4月25日  | 26歳 |
| 3段  | 1924年12月23日 | 27歳 |
| 4段  | 1926年1月10日  | 28歳 |
| 5段  | 1928年1月8日   | 30歳 |
| 6段  | 1932年7月20日  | 34歳 |
| 7段  | 1937年12月22日 | 40歳 |
| 8段  | 1945年5月4日   | 47歳 |
| 9段  | 1958年5月5日   | 60歳 |

1936年の第6回全日本選士権大会に専門成年前期の部へ第8区（朝鮮・満州）代表として出場した神田は、準決勝戦で滋賀の滝本愛蔵5段を肩車に降し、決勝戦で往年のライバル・須藤金作と再び相見えると、神田は朽木倒で一本を取って勝利を収め、6年前の同大会で敗れた雪辱を果たすと同時に自身2度目となる選士権の栄冠を獲得した。
その後も精力的に大会に出続けた神田は、1940年の紀元2600年奉祝全日本東西対抗大会に西軍大将として出場し、神田の出番はなかったものの西軍は勝利を収めた。この時神田は42歳であった。
その後は出身地である福島に移り住んで福島県警察の柔道師範を務める一方、戦後の1948年に開催された第1回全日本選手権大会へ福島代表として出場を果たした。選手代表として宣誓を行い、試合では三重代表の立木定男6段を破り初戦を突破、2回戦で石川の鈴木菊男6段の大外落に敗れはしたものの、この時の神田は正に勝負師として真骨頂であり、50歳以上および8段位での全日本選手権出場の記録は2019年現在、破られていない。なお、開会式で読み上げた宣誓書は講道館資料館で現在も目にする事ができる。
1958年嘉納師範20年祭に際し9段昇段。相馬で道場を経営し後進の指導に当たる傍ら、1964年の東京五輪では技術強化副委員長として竹村茂孝同委員長や浜野正平同副委員長と共に選手強化の重責を担い、晴れの決勝戦では審判員も務めている。その後も全日本柔道連盟理事や福島県柔道連盟会長等を歴任して県内外を問わず柔道振興に貢献し、勲四等瑞宝章瑞宝章や福島県文化功労賞を受けた。
晩年は肺癌を患い、医師である息子が副院長を務める千葉県木更津市の君津病院で療養を続けたが、自身の最期を悟ったのであろうか、亡くなる前月には郷里・相馬市の公立病院へ転院し、1977年6月15日午後2時44分に永眠。79歳没。葬儀は東北柔道連盟および福島県柔道連盟の合同葬にて厳粛盛大に執り行われ、福島が生んだ名柔道家の死を悼んだ。
神田の死に際し、嘗（かつ）てその薫陶を受けた近畿柔道連盟会長の森下勇9段は「大変人情味豊かで人なつこく、淋しがり屋の方であった」「老いてからも研究心は衰えを見せず、技の研究にかけては他に譲らない存在であった」と述懐し、福島県柔道連盟理事長の渡辺虎雄9段は亡くなる直前に見舞った際に、鼻孔にチューブを差し込まれながら途切れ途切れの声で繰り返し囁いた“虎ちゃん、柔道を頼む”の言葉を、「万感をこめて心の奥底で噛みしめながら、神田先生の遺志に添いたい」と語っている。

## 得意技
前述の通り、神田は寝技を得意としたほか立技では特異な技を多用し、とりわけ肩車や自身の案出した双手刈においては他の追随を許さない程の使い手として名を馳せた。
技の開発に熱心だった神田は後に研究・工夫した技や得意技として、肩車や双手刈、巴投、地獄攻め、崩上四方固のほか、寝技で「崩上四方帯固」や「脇固絞」、立技では「腕挫横分」といった聞き慣れない技も挙げている。

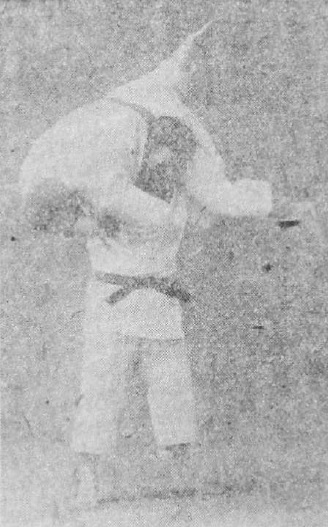
神田による肩車の実演

このうち肩車については、かねてより柔術修行時代に培った寝技を得意とした神田が、講道館では立技から寝技にいかなければならない（最初から寝技での勝負はできない）規程になっていたため、止むを得ず立技の稽古を始めたのが発端であったという。巴投か肩車を研究する事としたが、そのうち肩車をやる試合人がいないのに気付き、この時はさればと肩車を選択する事に。
嘉納治五郎がよく肩車を練習したと知った神田がそれを直に問うと、嘉納は「己が発明した」と語って種々とその要領を指導してくれたという。また、同じく肩車に長じた師の三船久蔵からも指導を仰ぎ、これに自身の研究・工夫を重ね、学び始めてから約3年で自身の得意技に加える事ができた。
また双手刈については、柔術修行時代の神田が自分より大きい相手に対して、組む前に投げる技が無いかと各流派の文献を読み漁り、また古流の先生に聞いて回ったりした事から始まった。戸塚揚心流に朽木倒という技が存ずるのを聞き付け、1917年の大日本武徳会千葉県支部大会の折にこれを関口孝五郎に尋ねると、「君の先生である山本欽作範士がよくご存知の筈だから、お伺いしてみるが良い」とのアドバイスを受け、早速翌日に師の山本に教えを請うと直ちに実技を見せて貰えたという。
この技に没頭して2カ年ばかり鍛錬を重ねると、試合では稽古以上に効果がある事に気付いて、得意技の1つとする事に決めた。
嘉納治五郎にこの技を聞けば嘉納もよく知っており、神田が「“朽木倒”という技は柔道技として相応しくないから、“双手刈”としたいが如何でしょう」と提案すると、嘉納は「今日道場で稽古してみろ」「自分が見てその名に相応しかったら講道館の技として認めよう」と返答した。
稽古で神田は数名の練習生と実質的な試合を行い、その威力を存分に発揮すると、嘉納は共に見ていた本田在（ありや）に対し講道館技として採用するよう指示し、名称を含めて神田の意見がそのまま通る事となった。